# International Journal of Transgender Health
La International Journal of Transgender Health (del inglés: Revista Internacional de Salud Transgénero) es una revista académica trimestral revisada por pares dedicada a la publicación de investigaciones referentes a las personas trans. Entre sus temas, están la disforia y la incongruencia de género, el tratamiento médico de las personas transgénero, la aceptación social y legal de la cirugía de afirmación de género y la educación profesional y pública sobre la salud transgénero. También publica los Estándares de atención para la salud de las personas transgénero y de género diverso en nombre de la Asociación Profesional Mundial para la Salud Transgénero de la cual es la revista oficial, declaraciones de políticas, cartas al editor y artículos de revisión. La revista es publicada por Taylor & Francis y el editor jefe es Damien Riggs (Universidad Flinders).
Uno de los temas que trata la publicación son los beneficios del acompañamiento médico no solo a personas trans, sino a personas de tercer sexo o adultos de género diverso en diferentes culturas, alejándose así de un modelo de medicina con un punto de vista únicamente occidental.

## Resumen e indexación
La revista está indexada en CINAHL, el Directorio de Revistas de Acceso Abierto, bases de datos EBSCO, PsycINFO, Science Citation Index Expanded, Scopus y el Social Sciences Citation Index. Según el Journal Citation Reports, la revista tuvo un factor de impacto en 2023 de 10,5.

## Historia
Friedemann Pfäfflin y Eli Coleman fundaron la publicación en 1997 bajo el nombre International Journal of Transgenderism y se empezó a publicar bajo su título actual en 2020, para reflejar un lenguaje más apropiado.

### Editores anteriores
Las siguientes personas han sido redactoras jefe de la revista:
- Friedemann Pfäfflin (Universidad de Ulm)
- Eli Coleman (Facultad de Medicina de la Universidad de Minnesota)
- Richard Ekins (Universidad de Ulster)
- Dave King (Universidad de Liverpool)
- Walter O. Bockting (Universidad de Columbia)
- Walter Pierre Bouman (National Centre for Transgender Health y la Universidad de Nottingham)